# Betsy Rivers Jackes
 Betsy Rivers Jackes (nacida Paterson; Bingara, Australia, 19 de marzo de 1935) es una naturalista, botánica, taxónoma, conservadora y exploradora australiana.

## Carrera
Tras la finalización de su licenciatura, en 1957; y, la maestría, en 1959 por la Universidad de Nueva Inglaterra, Jackes se convirtió en investigadora en la Universidad de Chicago, donde obtuvo su doctorado en 1961.
Fue jefa de los Departamentos Tropical Plant Sciences y jefa adjunta de la Facultad de Biología Tropical de la Universidad James Cook, Jackes también fue miembro del profesorado académico de la Universidad de Nueva Inglaterra y de la Universidad de Queensland. Es autora o coautora de artículos en revistas arbitradas, comunicaciones arbitradas a congresos, documentos diversos, artículos, carteles, etc y los informes de consultorías ambientales.
Es autora en la identificación y nombramiento de nuevas especies para la ciencia, a abril de 2016, posee 47 registros de especies nuevas para la ciencia, especialmente de las familias Myrsinaceae (Myrsine), y Vitaceae (géneros Cissus, y Tetrastigma (véase más abajo el vínculo a IPNI).
Casada con E. Michael Jacques (1962) tienen 2 hijos

## Algunas publicaciones
- r. Cochard, betsy rivers Jackes. 2005. Seed ecology of the invasive tropical tree Parkinsonia aculeata. Plant Ecology 180: 13 – 31.

- p.a. Anthony, a.m. Holtum, betsy rivers Jackes. 2002. Shade acclimation of rainforest leaves to colonization by lichens. Functional Ecology 16: 808 - 816.

- m. Rossetto, betsy rivers Jackes, k.d. Scott, r.j. Henry. 2002. Is the genus Cissus (Vitaceae) monophyletic? Evidence from plastid and nuclear ribosomal DNA. Syst. Bot. 27: 522 – 533.

- p. Nakkiew, betsy rivers Jackes. 2000. Triterpenoid constituents in the bark of Balanops australiana. Aust. J. Chem. 53: 809 - 812.

- d.j. Lee, n. Berding, betsy rivers Jackes, l.m. Bielig. 1998. Isozyme markers in Saccharum spp. hybrids and Erianthus arundinaceus (Retz.) Jeswiet. Australian Journal of Agriculturai Research 49: 915 - 921.

- s.m. Talley, w.n. Setzet, betsy rivers Jackes. 1996. Host associations of two adventitious-root-climbing vines in a North Queensland tropical rainforest. Biotropica 28: 356 - 366.

- n.c. Duke, betsy rivers Jackes. 1987. A systematic revision of the mangrove genus Sonneratia (Sonneratiaceae) in Australia. Blumea 32: 277 - 302.

- w.a. Shipton, betsy rivers Jackes. 1986. Clonal propagation of Leptospermum spp. by tissue culture. Plant Cell Reports 5: 5 - 8.

- n.c. Duke, betsy rivers Jackes. 1985. A systematic revision of the mangrove genus Sonneratia (Sonneratiaceae) in Australasia. Blumea 32: 277 - 302.

- betsy rivers Jackes, j.m. Powell. 1980. "Additions to the Genus Acrotriche R.Br. (Epacridaceae). Telopea 1 (6).

### Libros
- betsy rivers Jackes. 2013. Wattles of the Burra Range Section of the White Mountains National Park and Nearby Areas. Fotografías de Keith Townsend, 32 p. ISBN 0987310968, ISBN 9780987310965

- ------------------------. 2004. A Guide to the Herbs, Small Shrubs and Climbing Plants of Tasek Merimbun Heritage Park, Tutong, Brunei Darussalam. Contribuidor Muzium Brunei. Publicó Brunei Museums Department, 72 p. ISBN	9991730168, ISBN 9789991730165

- ------------------------. 2003. Plants of Magnetic Island. Contribuidor James Cook University of North Queensland. School of Tropical Biology, 2ª edición de School of Tropical Biology, James Cook University of North Queensland, 164 p. ISBN 0864437056, ISBN 9780864437051

- ------------------------. 1992.  Poisonous Plants in Northern Australian Gardens: Including Plants with Irritant Properties. Contribuidor	James Cook University of North Queensland. Department of Botany. 46 p. ISBN 0864433875, ISBN 9780864433879

- ------------------------, c.l. Gross. 1992. Remnant Vegetation in the Mackay Region: An A-NPWS "Save the Bush" Report. Contribuidor James Cook University of North Queensland. Department of Botany, Australian National Parks and Wildlife Service, 63 p.

- ------------------------. 1991. Plants of the Tropical Rainforest. Mt Spec Area, North Queensland. James Cook University, Townsville, Qld, 81 p. ISBN 086443359X

- ------------------------. 1990. Plants of the Tropical Rainforest: Mt. Spec Area, North Queensland. Reimpreso de Botany Department, James Cook University of North Queensland, 81 p. ISBN 086443359X, ISBN 9780864433596

- ------------------------. 1985. A Guide to the Plants of the Burra Range. Contribuidor James Cook University of North Queensland, James Cook University of North Queensland. Department of Botany. 2ª edición de James Cook University of North Queensland, 64 p. ISBN 0864431910, ISBN 9780864431912

- ------------------------. 1975. Burdekin Artificial Groundwater Recharge Study: Biological Problems in Artificial Recharge of Groundwater. Contribuidor Australian Water Resources Council, 134 p.

- La abreviatura «Jackes» se emplea para indicar a Betsy Rivers Jackes como autoridad en la descripción y clasificación científica de los vegetales.[8]